# Semussac
Semussac là một xã trong tỉnh Charente-Maritime trong vùng Nouvelle-Aquitaine, tây nam nước Pháp. Xã Semussac nằm ở khu vực có độ cao từ 0-42 mét trên mực nước biển.